# رامان ماكارو
رامان ماكارو هو سبّاح من روسيا البيضاء، مثّل بلاده في الألعاب البارالمبية الصيفية 2004.